# کاسترای روم باستان
کاسترای روم باستان (انگلیسی: Castra of ancient Rome) مجموعه ای از اردوگاه‌ها (یا پادگان‌ها) را نشان می‌دهد که سپاه‌های مختلف نظامی واقع در شهر روم باستان را در خود جای داده‌است.